# Maître (esclavage)
Pour les articles homonymes, voir Maître.
Cet article court présente un sujet plus développé dans : Esclavage.
Maître est un terme qui dans l'Antiquité et jusqu'à l'époque contemporaine désigne le propriétaire d'un ou plusieurs esclaves.